# Kuria (distrikt)
Kuria är ett av Kenyas 71 administrativa distrikt, och ligger i provinsen Nyanza. År 1999 hade distriktet 151 887 invånare. Huvudorten är Kehancha.